# Так хочет леди
«Так хочет леди» (англ. The Lady Is Willing) — американский кинофильм 1942 года режиссёра Митчелла Лейзена. В главных ролях — Марлен Дитрих и Фред Макмюррей. Слоган — «Everybody kissed the bride…except the groom!» Премьера фильма состоялась 17 февраля 1942 года в США.

## Сюжет
Эксцентричная звезда сцены Лиза Мэдден очень хочет иметь детей. Однажды она находит брошенного младенца и решает взять его домой. Но органы опеки не дают ей разрешения на усыновление, так как у Лизы нет мужа. Тогда она делает предложение педиатру Кори МакБейну: она помогает ему в его исследованиях о кроликах, взамен он на ней женится. Вскоре брак по расчёту начал превращаться в брак по любви. Но тут появляется бывшая жена Кори, она приходит к нему попросить денег. Лиза начинает что-то подозревать и уезжает из Нью-Йорка. Через некоторое время малыш заболевает и его приёмная мать вновь везёт его к опытному доктору МакБейну.

## В ролях
- Марлен Дитрих — Лиза Мэдден
- Фред Макмюррей — доктор Кори МакБейн
- Элайн МакМэхон — Бадди
- Стэнли Риджес — Кеннет Хайнлайн
- Арлин Джадж — Френсис
- Роджер Кларк — Виктор
- Мариетта Канти — Мэри Лу
- Дэвид Джеймс — малыш Кори
- Рут Форд — Миртл
- Харви Стефенс — доктор Голдинг
- Гарри Шеннон — детектив сержант Барнс
- Элизабет Рисдон — миссис Каммингс '
- Чарльз Лейн — К. К. Миллер
- Мюррей Элпер — Джо Квиг
- Китти Келли — Нелли Квиг
- Чарльз Хэлтон — доктор Джонс (в титрах не указан)

## Съёмки
Съёмки фильма велись два с половиной месяца: с 11 августа по 24 октября 1941 года.

## Факты
В начале съёмок Марлен Дитрих серьёзно повредила правую лодыжку, поэтому в фильме она постоянно появляется в длинных платьях или брюках.